# Dominika Langenmayr
Dominika Langenmayr (* 15. März 1986 in München) ist eine deutsche Wirtschaftswissenschaftlerin. Sie hat den Lehrstuhl für VWL, insb. Finanzwissenschaft an der Katholischen Universität Eichstätt-Ingolstadt inne und ist Research Fellow bei CESifo. Sie ist Mitglied im finanzwissenschaftlichen Ausschuss des Vereins für Socialpolitik und im Board of Management des International Institute of Public Finance.

## Leben
Von 2005 bis 2009 studierte sie Betriebswirtschaftslehre (Bachelor of Science an der Ludwig-Maximilians-Universität München) und von 2006 bis 2010 Volkswirtschaftslehre (Diplom-Volkswirtin). 2012 war sie Visiting Fellow an der Harvard University. Sie promovierte von 2010 bis 2013 zur Unternehmensbesteuerung zum Dr. oec. publ. 2014 bis 2015 war sie Visiting Scholar an der UC San Diego am Department of Economics. 2015 war sie Visiting Scholar am Centre for Business Taxation an der University of Oxford. Seit 2015 ist sie CESifo Research Affiliate und seit 2020 CESifo Research Fellow. Von 2014 bis 2015 war sie Akademische Rätin auf Zeit Seminar für Wirtschaftspolitik an der Ludwig-Maximilians-Universität München. Von 2015 bis 2016 vertrat sie den Lehrstuhl für VWL, insb. Finanzwissenschaft an der Universität Eichstätt-Ingolstadt. 2016 erhält sie mit 29 Jahren einen Ruf an die Katholische Universität Eichstätt-Ingolstadt, wo sie seitdem den Lehrstuhl für VWL, insb. Finanzwissenschaft innehat. Einen Ruf an die Christian-Albrechts-Universität zu Kiel lehnte sie ab.
Ihre Forschungsinteressen sind öffentliche Wirtschaft (insb. Steuern), internationale Wirtschaft und Finanzökonomie. Die Frankfurter Allgemeine Zeitung zählte sie 2020 zu den 100 einflussreichsten deutschen Ökonomen.

## Schriften (Auswahl)
- mit Franz Reiter: Trading offshore. Evidence on banks' tax avoidance. München 2017.
- mit Martin Simmler: Why the current tax rate tells you little. Competing for mobile and immobile firms. München 2017.
- mit Li Liu: Where does multinational profit go with territorial taxation? Evidence from the UK. München 2020.